# Eryngium dorae
Eryngium dorae är en flockblommig växtart som beskrevs av C.Norman. Eryngium dorae ingår i släktet martornar, och familjen flockblommiga växter. Inga underarter finns listade i Catalogue of Life.